# A diplomata
A diplomata (eredeti cím: The Diplomat) 2023-tól vetített amerikai drámasorozat, amelyet Debora Cahn alkotott. A főbb szerepekben Keri Russell, Rufus Sewell, David Gyasi, Ali Ahn, Rory Kinnear és Ato Essandoh látható.
Amerikában és Magyarországon 2023. április 20-án mutatta be a Netflix.
2024 októberében berendelték a harmadik évadot.

## Ismertető
Kate Wyler, az Egyesült Államok új brit nagykövete, aki segít a nemzetközi válságok elhárításában, stratégiai szövetségeket köt, és alkalmazkodik a reflektorfényben elfoglalt új helyéhez. Emellett a karrierdiplomata társával, Hal Wylerrel kötött, egyre romló házasságát is kezeli.

## Szereplők

### Főszereplők
| Szereplők        | Színész      | Magyar hang     | Leírás                                                                  |
| ---------------- | ------------ | --------------- | ----------------------------------------------------------------------- |
| Kate Wyler       | Keri Russell | Solecki Janka   | Az Egyesült Királyságba újonnan kinevezett amerikai nagykövet.          |
| Hal Wyler        | Rufus Sewell | Fillár István   | Kate férje és egy volt nagykövet, aki a kiküldetés hiányával küzd.      |
| Austin Dennison  | David Gyasi  | Király Attila   | Egyesült Királyság külügyminisztere.                                    |
| Eidra Park       | Ali Ahn      | Ágoston Katalin | A CIA állomásfőnöke.                                                    |
| Nicol Trowbridge | Rory Kinnear | Dolmány Attila  | Az Egyesült Királyság miniszterelnöke.                                  |
| Stuart Hayford   | Ato Essandoh | Varga Gábor     | Az Egyesült Államok londoni nagykövetségének helyettes misszióvezetője. |

### Mellékszereplők
| Szereplők       | Színész         | Magyar hang     | Leírás                                    |
| --------------- | --------------- | --------------- | ----------------------------------------- |
| Margaret Roylin | Celia Imrie     | Kovács Nóra     | A Konzervatív Párt korábbi kampányfőnöke. |
| Miguel Ganon    | Miguel Sandoval | Kajtár Róbert   | Egyesült Államok külügyminisztere.        |
| Billie Appiah   | Nana Mensah     | Kocsis Mariann  | Fehér Ház kabinetfőnöke.                  |
| William Rayburn | Michael McKean  | Fodor Tamás     | Az Amerikai Egyesült Államok elnöke.      |
| Grace Penn      | Allison Janney  | Molnár Zsuzsa   | Az Amerikai Egyesült Államok alelnöke.    |
| Georgia         | Adrienne Warren | Nádasi Veronika | CIA ügynök.                               |
| Nora Koriem     | Rosaline Elbay  | Csúz Lívia      | Penn kabinetfőnöke.                       |

### Magyar változat
- Magyar szöveg: Jeszenszky Márton
- Hangmérnök: Halas Péter
- Vágó: Pilipár Éva (1. évad), Wünsch Attila (2. évad)
- Gyártásvezető: Vigvári Ágnes
- Szinkronrendező: Szalay Csongor
- Produkciós vezető: Fekete Márk

A szinkront a Direct Dub Studios készítette.

## Évados áttekintés
| Évad | Évad | Epizódok | Amerikai sugárzás | Amerikai sugárzás | Amerikai adó      | Magyar sugárzás   | Magyar sugárzás   | Magyar adó |
| Évad | Évad | Epizódok | Évadpremier       | Évadfinálé        | Amerikai adó      | Évadpremier       | Évadfinálé        | Magyar adó |
| ---- | ---- | -------- | ----------------- | ----------------- | ----------------- | ----------------- | ----------------- | ---------- |
|      | 1    | 8        | 2023. április 20. | 2023. április 20. |                   | 2023. április 20. | 2023. április 20. |            |
|      | 2    | 6        | 2024. október 31. | 2024. október 31. | 2024. október 31. | 2024. október 31. |                   |            |

## Epizódok

### 1. évad (2023)
| Sor. | Év. | Cím                                                             | Rendező            | Író                        | Premier           |
| ---- | --- | --------------------------------------------------------------- | ------------------ | -------------------------- | ----------------- |
| 1.   | 1.  | A Hamupipőke-mese (The Cinderella Thing)                        | Simon Cellan Jones | Debora Cahn                | 2023. április 20. |
| 2.   | 2.  | Emberrablás, vagy nevezzük bárhogy (Don't Call It a Kidnapping) | Simon Cellan Jones | Peter Noah                 | 2023. április 20. |
| 3.   | 3.  | Félreértett szavak (Lambs in the Dark)                          | Andrew Bernstein   | Debora Cahn                | 2023. április 20. |
| 4.   | 4.  | A kalap (He Bought a Hat)                                       | Andrew Bernstein   | Amanda Johnson-Zetterström | 2023. április 20. |
| 5.   | 5.  | A sintér (The Dogcatcher)                                       | Liza Johnson       | Mia Chung                  | 2023. április 20. |
| 6.   | 6.  | Zaftos paradicsom (Some Lusty Tornado)                          | Liza Johnson       | Anna Hagen                 | 2023. április 20. |
| 7.   | 7.  | Tartsd közel az ellenségeidet (Keep Your Enemies Closer)        | Alex Graves        | Peter Noah                 | 2023. április 20. |
| 8.   | 8.  | A James Bond-záradék (The James Bond Clause)                    | Alex Graves        | Debora Cahn                | 2023. április 20. |

### 2. évad (2024)
| Sor. | Év. | Cím                                                         | Rendező      | Író                     | Premier           |
| ---- | --- | ----------------------------------------------------------- | ------------ | ----------------------- | ----------------- |
| 9.   | 1.  | Hívás az ismeretlenből (When a Stranger Calls)              | Alex Graves  | Debora Cahn             | 2024. október 31. |
| 10.  | 2.  | A székesegyház (St. Paul's)                                 | Alex Graves  | Peter Ackerman          | 2024. október 31. |
| 11.  | 3.  | Március idusa (The Ides of March)                           | Tucker Gates | Peter Noah              | 2024. október 31. |
| 12.  | 4.  | A másik hadsereg (The Other Army)                           | Tucker Gates | Julianna Dudley Meagher | 2024. október 31. |
| 13.  | 5.  | Szeplőtelen megtévesztés (Our Lady of Immaculate Deception) | Alex Graves  | Anna Hagen              | 2024. október 31. |
| 14.  | 6.  | Dreadnought csatahajó (Dreadnought)                         | Alex Graves  | Debora Cahn             | 2024. október 31. |

## A sorozat készítése
2022 januárjában a Netflix bejelentette, hogy sorozatmegrendelést adott A diplomata című sorozatnak Debora Cahn alkotótól.
A forgatás az Egyesült Királyság számos helyszínén zajlott. Londonban a producerek engedélyt kaptak a forgatásra a Nine Elms-i amerikai nagykövetségen, valamint a Westminsterben található Külügyminisztériumban, beleértve a Durbar Courtot és a külügyminiszter irodáját.